# Décathlon aux Jeux olympiques d'été de 1960
Navigation
Melbourne 1956 Tokyo 1964
L'épreuve du décathlon aux Jeux olympiques de 1960 s'est déroulée les 5 et 6 septembre 1960 au Stade olympique de Rome, en Italie.  Elle est remportée par l'Américain Rafer Johnson.